# Hypochthonius luteus
Hypochthonius luteus (лат.) — вид панцирных клещей семейства Hypochthoniidae из надотряда акариформные. Встречаются в Голарктике: Северная Америка (США) и Евразия (от Европы до Японии; также Иран, Турция, Монголия и Китай). Кроме того, найден в Новой Зеландии. Микроскопического размера клещи, длина менее 1 мм (длина 652—851 мкм, ширина 296—364 мкм). Основная окраска тела светло-жёлтая. Трихоботрии несут от 11 до 15 боковых щетинок. Все пары ног имеют лапки с одним коготком. Нотогастр с 1 поперечной бороздкой, разделён на два щита. Обитает в почве.